# Бергер, Томас
Томас Бергер (англ. Thomas Berger; 20 июля 1924, Цинциннати, штат Огайо, США — 13 июля 2014) — американский писатель, новеллист, драматург, сценарист. Доктор литературы (лат. Litterarum doctor) (1986).

## Биография
Служил в армии США, в том числе в Европе.
Обучался в университете Цинциннати и Колумбийском университете. Работал библиотекарем и журналистом.

## Творчество
Служба в оккупационных войсках США в Германии, послужила темой для дебютной повести писателя «Сумасшедший в Берлине» (1958).
Её главный герой, Карл Рейнгард, будет появляться на страницах последующих произведений Бергера. В цикл о нëм войдут книги
«Рейнгард в любви», «Жить, не умирать!» и «Женщина Рейнгарда».
Наибольшую известность Томас Бергер получил после выхода плутовского романа «Маленький Большой Человек» (1964), который был вскоре экранизирован Артуром Пенном (1970). В фильме-вестерне «Маленький большой человек» главную роль сыграл Дастин Хоффман.
Книга повествует о белом юноше, который был воспитан в племени индейцев Шайеннов, ставшим одновременно белым американцем и представителем краснокожих аборигенов. Произведение показывает различия между образом жизни белых американцев и индейцев.
Из двадцати трёх романов на русский язык переведён только один — «Маленький Большой Человек». Через тридцать пять лет Бергер написал продолжение романа и назвал его «Возвращение Маленького Большого Человека».

## Избранная библиография
- Crazy in Berlin (1958)
- Reinhart in Love (1962)
- Little Big Man (1964)
- Killing Time (1967)
- Vital Parts (1970)
- Regiment of Women (1973)
- Sneaky People (1975)
- Who is Teddy Villanova? (1977)
- Arthur Rex: A Legendary Novel (1978)
- Neighbors (1980)
- Reinhart’s Women (1981)
- The Feud (1983)
- Nowhere (1985)
- Being Invisible (1987)
- The Houseguest (1988)
- Changing the Past (1989)
- Orrie’s Story (1990)
- Meeting Evil (1992)
- Robert Crews (1994)
- Suspects (1996)
- The Return of Little Big Man (1999)
- Best Friends (2003)
- Adventures of the Artificial Woman (2004)

## Пьесы
- Other People (1970)
- Rex, Rita, and Roger (1970)
- The Siamese Twins (1971)
- At the Dentist’s (радиопостановка) (1981)
- The Burglars (1988)

## Награды и премии
- В 1965 году получил премию Ричарда и Хинды Розенталь, Национального института искусств и литературы и Western Heritage Award, за роман «Little Big Man».
- Книга «Женщины Рейнгарта» удостоена премии Ohioana Book Award,
- В 1984 году выдвигался на Пулитцеровскую премию, дошел до финала.
- Университет Лонг-Айленда в 1986 присвоил Бергеру звание доктора литературы.